# Байка (балет)
«Байка про лисицю, півня, кота та барана» авторський підзаголовок — «Веселе дійство з співом і музикою» (за кордоном уживаний скорочений заголовок фр. Renard) — музично-сценічний твір І. Ф. Стравінського, для 4 чоловічих голосів і 16 інструменталістів. Лібрето за мотивами російської казки написано автором російською мовою, за життя автора було перекладено французькою та англійською, і нерідко ставиться цими мовами. Прем'єра (в версії французькою мовою) відбулася в Парижі, 18.5.1922. Орієнтовна тривалість: 16–17 хвилин.

## Історія створення
Ігор Федорович Стравінський з початку Першої світової війни жив у Швейцарії в Шато-д'Е. У цей період він створив кілька творів «російського циклу», до яких відноситься і «Байка …». У Швейцарії з 1914 року були зроблені окремі начерки цього твору, але активна робота припала на літо і осінь 1916 року після отримання замовлення на цей твір від власниці камерного театру Вінаретти Зінгер де Поліньяк. Стилістичним прототипом стало вистави скоморохів. Літературну основу твору склав сюжет зі збірки казок А. Н. Афанасьєва. Французьке лібрето було написано Ш. Ф. Рамю, однак, згодом Стравінський заявив своєму біографу Р. Крафту таке: «Я вважаю за краще слухати Байку російською або зовсім не слухати» .
Восени 1916 року «Байка» була закінчена і надрукована в 1917 році з присвятою замовниці. Вперше поставлена балетом С. П. Дягілєва в 1922 році в Парижі (у французькій версії). З часу прем'єри відбулося кілька постановок. Оригінальність музики Стравінського приваблювала, як правило, самобутніх постановників, тому кожна постановка була помітним внеском у світову театральну культуру.
Жанр твору — балет-пантоміма з співом — вимагає участі двох комплектів акторів: одні співають, а інші танцюють. Але твір може виконуватися і як концертний твір.

## Сюжет
Лиса, переодягнувшись ченцем, заманює і викрадає Півня. Сидячи в своїй норі, вона перевіряє, лапки, вушка і т. д., що вони робили? Коли з'ясовується, що хвіст тільки заважав, вона виставляє його з нори. Це дозволяє Коту і Барану витягнути Лисицю і звільнити Півня.

## Музичні особливості
«Байка» написана для двох тенорів, двох басів (партію другого баса зазвичай виконує баритон) і 16 інструменталістів. У складі інструментального ансамблю значну роль відіграють ударні інструменти і цимбали, струнні та дерев'яні духові інструменти представлені одним інструментом кожної групи.
Репліки персонажів не закріплені жорстко за голосами виконавців, але зазвичай репліки Лисиці і Півня доручають тенорам, а Кота і Барана — басам. Окремі репліки персонажа можуть бути розподілені між різними співаками.
Починається і завершується балет маршем персонажів (труба, фагот і дві валторни в унісон) в незвичайному для цього жанру змінному метрі (чергуються розміри 2/4 і 3/4). Мелодія зрідка урізноманітнюється підголосками, супроводжується гучними ударами тарілок і барабанів . Далі приєднуються дерев'яні духові, причому всіх перекриває флейта-пікколо. У першому діалозі Лисиці з Півнем партія Лисиці виконується як пародія на псалмодію. Танець Півня, Кота та Барана заснована на народних поспівках . Другий діалог Лисиці і Півня більш драматичним, в ньому звучать дотепні примовки Лисиці і сумні голосіння Півня. Пісенька Кота і Барана «Тюк, тюк, гусельцы…» Комічний діалог лисиці зі своїми очима, лапами і хвостом. Другий танець Півня, Кота та Барана на підкреслено архаїчних інтонаціях .

## Постановки Російського балету Дягілєва
Поставлено 18 травня 1922 року Російським балетом Дягілєва на сцені паризької Опери під назвою «Лис» (фр. Le Renard Автор французького тексту Ш. Ф. Рамю, Балетмейстер Б. Х. Ніжинська, Художники М. Ф. Ларіонов, Н. С. Гончарова, диригент Е.  Ансерме; виконавці — Б. Ф. Ніжинська, С. Ідзиковський і ін. На сцені були присутні два склади акторів, при цьому танцівники були у відповідних костюмах, а співаки в нейтральних костюмах. Вистава не мала успіху у публіки.
21 травня 1929 — постановка тієї ж трупою на сцені Театру Сари Бернар. Балетмейстер С. Лифар, художник М. Ларіонов. Це була перша балетмейстерська робота С. Лифаря. Одним з планів С. П. Дягілєва було зробити з С. Лифаря балетмейстера трупи. Розвитку цього плану перешкодила раптова смерть Дягілєва, а Лифар незабаром після його смерті став керівником балету Гранд Опера. Постановка мала великий успіх.

## Постановка Ф.В.Лопухова
Ф. В. Лопухов поставив спектакль в Ленінградському театр опери та балету 2 січня 1927 року. Виставу оформив учасник творчого об'єднання «Молодий балет» В. В. Дмитрієв, Спектакль виконувався на тлі задника з умовними зображеннями ялинок. Диригував А. В. Гаук. У виставі танцювали: Лиса — К. В. Зуйков, Півень — А. В. Лопухів, Кот — Б. І. Комаров, Баран — В. І. Вайнонен .
Постановка Лопухова була здійснена в роки напруженого пошуку нових шляхів розвитку балетного мистецтва. У цих пошуках Лопухов звертався до різних напрямів, прагнучи наповнити балетне мистецтво новим змістом. Спектакль поставлений як староруська гра скоморохів, тобто артисти на сцені зображують не казкових тварин, а скоморохів, які грають цей спектакль, артисти були одягнені в народні костюми з масками на головах. В цьому відношенні задум вистави близький до іншої постановки Лопухова — балету «Ніч на лисій горі» на музику Мусоргського, яка не мала успіху.
Однак Лопухов відхилився від прямих вказівок Стравінського, який розглядав цю річ, як компактну за часом і формі виставу, придатну для постановки на вуличних підмостках. За задумом Стравінського невеликий оркестр і співаки повинні були сидіти на задньому фоні, а на передньому діяли чотири актора. У Лопухова ж на сцені були присутні два комплекти акторів, і танцівники і співаки були у відповідних ролі костюмах, але співаки були без маски і тримали голови тварин в руках, а танцівники були в масках. Крім того Лопухов ввів безліч додаткових персонажів. Учні хореографічної школи зображували курок, які несли яйця. Лапки, вушка лисиці зображували окремі актори, деякі актори були на ходулях, актори зображували і предмети обстановки (вікно і т. ін.). В результаті на сцені було тісно, а глядач плутався в тому, хто що зображує.

## Постановки в Україні
У Києві балет ставився 13 жовтня 2003 року у рамках проекту Maxima [Архівовано 15 грудня 2007 у Wayback Machine.] (диригент — М. Кузін, балетмейстер — В. Чуприн).

## Дискографія (вибірка)
- 1955: Sénéchel / Cuenod / Rehfuss / Deprez / L'Orchestre de la Suisse Romande / Ansermet / французькою мовою
- 1962: Shirley / Driscoll / Gramm / Murphy / Columbia Chamber Ensemble / Stravinsky / англійською мовою
- 1962: Giraudeau / Devos / Rondeleux / Depraz / Orchestre du Domaine Musical / Boulez / французькою мовою
- 1964: English / Mitchinson / Glossop / Rouleau / L'Orchestre de la Suisse Romande / Ansermet / англійською мовою
- 1999: Caley / Гривнов / Naouri / Михайлов / Оркестр Паризької опери / Conlon / російською мовою
- 2005: Orchestra of St. Luke's / Craft / англійською мовою
- 2009: Dumait / Воропаєв / Nédélec / Михайлов / Ensemble InterContemporain / Mälkki [Архівовано 4 червня 2017 у Wayback Machine.] / російською мовою
- 2010: Додати Langridge / London Sinfonietta / Chailly / перша редакція
- 2013: Brutscher / Saelens / Nédélec / Гнатюк / Ensemble InterContemporain / Mantovani / російською мовою